# فاسيل زوك
فاسيل زوك (بالأوكرانية: Василь Іванович Жук)‏ هو لاعب كرة قدم أوكراني في مركز الهجوم، ولد في 1991 في Sosnivka ‏ في أوكرانيا. لعب مع نادي تورونتو.

## وصلات خارجية
- فاسيل زوك على موقع اتحاد أوكرانيا (الإنجليزية)
- فاسيل زوك على موقع قاعدة بيانات كرة القدم.إي يو (الإنجليزية)